# Hodonín
Pour les articles homonymes, voir Hodonín (homonymie).
Hodonín (en allemand : Göding) est une ville de la région de Moravie-du-Sud, en Tchéquie, et le chef-lieu du district de Hodonín. Sa population s'élevait à 23 657 habitants en 2024.

## Géographie
Hodonín est arrosée par la Morava et se trouve sur la frontière slovaque, à 54 km au sud-est de Brno, à 79 km au nord de Bratislava (Slovaquie), à 91 km au nord-est de Vienne (Autriche) et à 238 km au sud-est de Prague.
La commune est limitée par Dubňany au nord, par Ratíškovice au nord-est, par Rohatec à l'est, par la Slovaquie au sud, et par Mikulčice, Lužice, Dolní Bojanovice et Mutěnice à l'ouest.

## Histoire
Un château-fort fut sans doute créé en ce lieu par Bretislav Ier de Bohême au XIe siècle. Il est certain qu'il fut construit ou reconstruit en 1228 par la reine Constance de Hongrie.
En 1301, Venceslas II y reçoit la noblesse hongroise venue lui offrir la couronne du royaume de Hongrie, dont hérite son fils Venceslas.
Jusqu'en 1918, la ville de Göding - Hodonín (Göding avant 1867) fait partie de la monarchie autrichienne (empire d'Autriche), puis de l'Autriche-Hongrie (Cisleithanie après le compromis de 1867), chef-lieu du district de même nom, l'un des 34 Bezirkshauptmannschaften en Moravie.

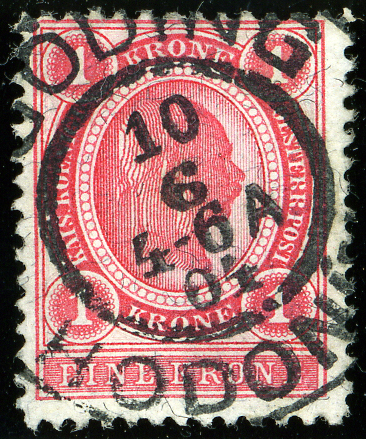
Timbre de 1 couronne, oblitération bilingue Göding - Hodonín, de 1904.

La ville fait ensuite partie de la Tchécoslovaquie puis de la République tchèque depuis 1993.
Le 24 juin 2021, la ville est frappée par une violente tornade qui cause de nombreux dégâts dans la ville et la région.

## Galerie

Place T.G. Masaryk (natif de la ville, voir Personnalités).
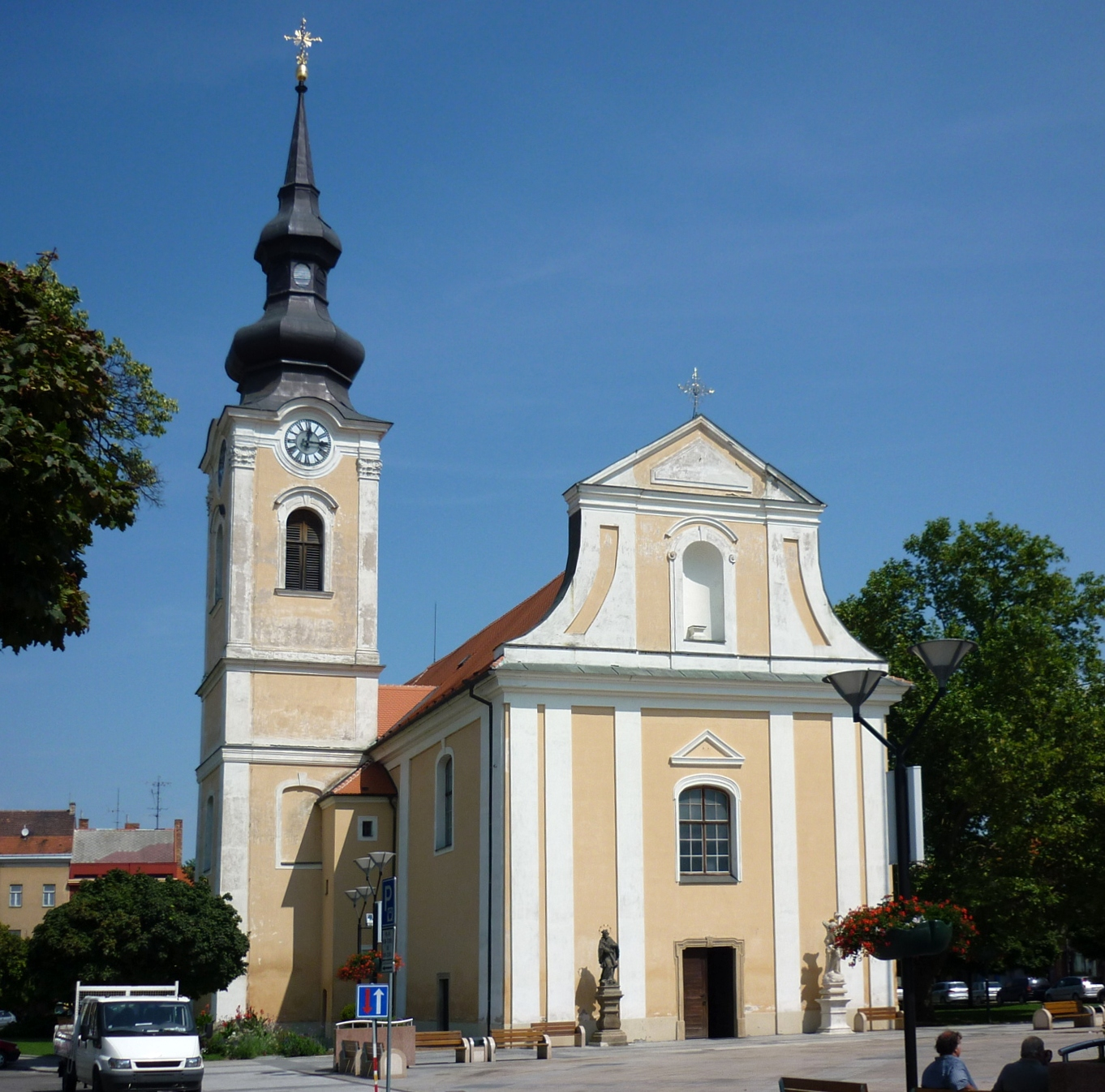
Église Saint-Laurent.

## Population
Recensements (*) ou estimations de la population :
| 1869* | 1880* | 1890* | 1900*  | 1910*  | 1921*  |
| ----- | ----- | ----- | ------ | ------ | ------ |
| 5 202 | 6 512 | 8 482 | 10 233 | 12 197 | 13 200 |

| 1930*  | 1950*  | 1961*  | 1970*  | 1980*  | 1991*  |
| ------ | ------ | ------ | ------ | ------ | ------ |
| 14 793 | 13 572 | 18 021 | 20 863 | 25 485 | 28 230 |

| 2001*  | 2011*  | 2015   | 2016   | 2017   | 2018   |
| ------ | ------ | ------ | ------ | ------ | ------ |
| 27 361 | 24 961 | 24 975 | 24 796 | 24 728 | 24 683 |

| 2019   | 2020   | 2021*  | 2022   | 2023   | 2024   |
| ------ | ------ | ------ | ------ | ------ | ------ |
| 24 682 | 24 512 | 24 100 | 23 828 | 23 805 | 23 657 |

## Transports
Par la route, Hodonín se trouve à 22 km de Břeclav, à 62 km de Brno, à 94 km de Bratislava et à 273 km de Prague.

## Personnalités
- Tomáš Garrigue Masaryk, premier président de la Tchécoslovaquie et né à Hodonín en 1850 ;
- Václav Nedomanský, joueur professionnel de hockey sur glace, y est également né en 1944.

## Jumelages
- Cattolica (Italie)
- Holíč (Slovaquie)
- Stolberg (Allemagne)
- Zistersdorf (Autriche)